# Dolichuranus
Dolichuranus es un género extinto de sinápsido dicinodonto del Triásico Medio encontrado en la formación Omingonde en Namibia.
Se ha descrito solo una especie, Dolichuranus primaevus. Junto con el clado Kannemeyerioidea, Dolichuranus son taxones hermanos respectivamente de Stahleckeria y Ischigualastia del Triásico Medio y Superior de Suramérica.